# Metacatharsius ferreirae
Metacatharsius ferreirae är en skalbaggsart som beskrevs av Vladimir Balthasar 1965. Metacatharsius ferreirae ingår i släktet Metacatharsius och familjen bladhorningar. Inga underarter finns listade i Catalogue of Life.